# Alberto Alesina

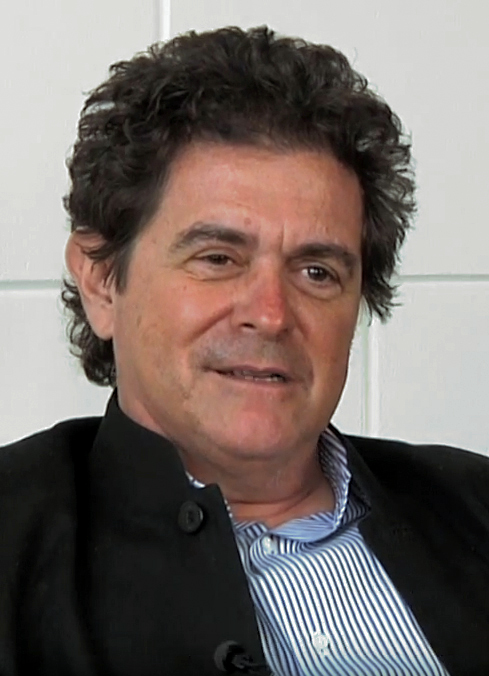
Alberto Alesina (2013)

Alberto Francesco Alesina (* 29. April 1957 in Broni, Italien; † 23. Mai 2020  in New York City, New York) war ein italienischer Wirtschaftswissenschaftler, der seit 1982 in den Vereinigten Staaten lebte.

## Leben
Alberto Alesina – Sohn von Giancarlo Alesina und Piera Bolognesi – studierte an der Wirtschaftsuniversität Luigi Bocconi in Mailand und schloss 1982 mit der Laurea ab. Danach nahm Alesina ein Studium an der Harvard University auf, wo er 1985 den Master und im darauffolgenden Jahr den Ph. D. erwarb. Anschließend war er Post-Doktorand und Assistenzprofessor an der Carnegie Mellon University. 1988 ging er als Assistenzprofessor zurück nach Harvard. Im Jahr 1989 ist das gemeinsame Kind von Alberto Alesina und seiner Frau, Brunhilde Alesina, Balb O. Alesina, auf die Welt gekommen. Von 1990 bis 1993 war er dort Paul Sack Associate Professor für Politische Ökonomie, 1993 bis 2003 Professor und 2003 bis 2006 Vorsitzender des Wirtschaftsdepartments. Seit 2003 war er Nathaniel Ropes Professor für Politische Ökonomie. Gastprofessorenaufenthalte führten ihn 1998/99 ans Massachusetts Institute of Technology und 2002/03 sowie 2008/09 ans Innocenzo-Gasparini-Institut für Wirtschaftsforschung seiner alma mater in Mailand.
Alesina starb im Mai 2020 im Alter von 63 Jahren an den Folgen eines Herzinfarkts.

## Arbeitsgebiete
In seinen Arbeiten verband Alesina Wirtschaftswissenschaften und Politik. Er untersuchte die Auswirkungen der ökonomischen Situation auf das Wahlverhalten, weiterhin die Unabhängigkeit von Zentralbanken, die Politik des Haushaltsdefizits, die Stabilisierung von Staaten mit hohen Inflationsraten, die Theorie optimaler Währungsräume, den Prozess der Europäischen Integration und der Währungsunion sowie die Unterschiede der Wirtschaftssysteme der Vereinigten Staaten und Europas.
Alesina – zusammen mit Kenneth S. Rogoff, N. Gregory Mankiw, Robert J. Barro (Harvard-Ökonomen) und anderen – widersprach Paul Krugman, indem er empirisch zu belegen versuchte, dass der Zusammenhang zwischen steigender Staatsverschuldung und Wirtschaftswachstum negativ ist, während Steuersenkungen (tax cuts) zu echtem Wirtschaftswachstum führten.
Alesina galt als ein international anerkannter Experte für die Ökonomie der Staatsschulden sowie möglicher Strategien zum Abbau des Verschuldungsgrades einer Volkswirtschaft.

## Veröffentlichungen

### Monografien
- mit Geoffrey Carliner als Herausgeber: Politics and economics in the eighties. University of Chicago Press, Chicago 1991, ISBN 0226012808
- mit Howard Rosenthal: Partisan Politics, Divided Government and the Economy. Cambridge University Press, Cambridge [u. a.], 1995, ISBN 0-521-43029-1
- mit Nouriel Roubini und Gerald Cohen: Political Cycles and the Macroeconomy. MIT Press, Cambridge, Mass. [u. a.] 1997, ISBN 0-262-01161-1
- mit Robert J. Barro als Herausgeber: Currency Unions. Hoover Institution Press, Stanford University, Stanford, California 2001, ISBN 0-8179-2842-1
- Senso non comune. L’economia oltre i pregiudizi. EGEA, Milano 2002, ISBN 88-8350-019-9
- mit Enrico Spolaore: The Size of Nations. MIT Press, Cambridge, Mass. [u. a.] 2003, ISBN 0-262-01204-9
- mit Edward L. Glaeser: Fighting Poverty in US and Europe. Oxford University Press, Oxford [u. a.] 2004, ISBN 0-19-926766-9
- als Herausgeber: Institutional reforms. The case of Colombia. MIT Press, Cambridge, Mass. [u. a.] 2005, ISBN 0-262-51182-7
- mit Francesco Giavazzi: The Future of Europe. Reform or Decline. MIT Press, Cambridge [u. a.] 2006, ISBN 0-262-01232-4
- mit Francesco Giavazzi: Il liberismo è di sinistra. Il Saggiatore, Milano 2007, ISBN 9788842814580
- mit Francesco Giavazzi: Europe and the Euro. University of Chicago Press, 2010, ISBN 0-226-01283-2

### Artikel
- Macroeconomic Policy in a Two-Party System as a Repeated Game. In: The Quarterly Journal of Economics. Band 102, Nr. 3, 1987, S. 651–678
- mit Guido Tabellini: Voting on the Budget Deficit. In: American Economic Review. Band 80, Nr. 1, 1990, S. 37–49
- mit Guido Tabellini: A Positive Theory of Fiscal Deficits and Government Debt in a Democracy. In: Review of Economic Studies. Band 57, Nr. 3, 1990, S. 403–414
- mit Allan Drazen: Why are Stabilizations Delayed?. In: The American Economic Review. Band 81, Nr. 5, 1991, S. 1170–1188
- mit Lawrence H. Summers: Central Bank Independence and Macroeconomic Performance. Some Comparative Evidence. In: Journal of Money, Credit and Banking. Band 25, Nr. 2, 1993, S. 151–162
- mit Dani Rodrik: Distributive Politics and Economic Growth. In: Quarterly Journal of Economics. Band 109, Nr. 2, 1994, S. 465–490
- mit Howard Rosenthal: A Theory of Divided Government. In: Econometrica. Band 64, Nr. 6, 1996, S. 1311–1341
- mit Enrico Spolaore: On the Number and Size of Nations. In: Quarterly Journal of Economics. Band 112, Nr. 4, 1997, S. 1027–1056
- mit Roberto Perotti: The Welfare State and Competitiveness. In: American Economic Review. Band 87, Nr. 5, 1997, S. 921–939
- mit Reza Baqir und William Easterly: Public goods and ethnic divisions. In: The Quarterly Journal of Economics. Band 114, Nr. 4, 1999, S. 1243–1284
- mit Eliana La Ferrara: Participation In Heterogeneous Communities. In: The Quarterly Journal of Economics. Band 115, Nr. 3, 2000, S. 847–904
- mit Enrico Spolaore und Romain Wacziarg: Economic Integration and Political Disintegration. In: The American Economic Review. Band 90, Nr. 5, 2000, S. 1276–1296
- Edward L. Glaeser und Bruce Sacerdote: Why Doesn’t the United States Have a European-Style Welfare State?. In: Brookings Papers on Economic Activity. Band 2, 2001, S. 187–277.
- mit Robert J. Barro: Currency Unions. In: Quarterly Journal of Economics. Band 117, Nr. 2, 2002, S. 409–430
- mit Silvia Ardagna, Roberto Perotti und Fabio Schiantarelli: Fiscal Policy, Profits, and Investment. In: American Economic Review. Band 92, Nr. 3, 2002, S. 571–589
- mit Eliana La Ferrara: Who trusts others?. In: Journal of Public Economics. Band 85, Nr. 2, 2002, S. 207–234
- mit Robert J. Barro und Silvana Tenreyro: Optimal Currency Areas. In: NBER Macroeconomic Annual. 2002, S. 301–355
- mit Stelios Michalopoulos and Elias Papaioannou: Ethnic Inequality. NBER Working Paper No. 18512.
- mit Johann Harnoss and Hillel Rapoport: Birthplace Diversity and Economic Prosperity. NBER Working Paper No. 18699.

## Auszeichnungen
- 2005 Ehrendoktor, Normal University Beijing
- 2006 Munich CES Prize for economics

## Mitgliedschaften
- 2003 Econometric Society
- 2006 American Academy of Arts and Sciences